# 長崎市歌
「長崎市歌」（ながさきしか）は、日本の長崎県長崎市が1933年（昭和8年）に制定した市歌である。作詞・松原清美、補作・長崎市教育会（編）、作曲・橋本國彦。

## 解説
1934年（昭和9年）3月から5月まで長崎市を主会場として国際産業観光博覧会が開催されることを記念し、テーマソング「長崎博覧会の歌」を始め地元紙やレコード会社主導のタイアップで様々なご当地ソングが作られた。その状況下で開催前年の1933年（昭和8年）にJOAG（のちNHK長崎放送局）が開局、戸町トンネルの開通など市の発展に大きな節目となる出来事が相次いだため、長崎市役所では市教育会の創立15周年記念事業として教育会事務局に事業をに委嘱し、市歌の懸賞公募を行った。応募総数は453篇で、一等入選は長崎高等商業学校教諭の松原清美による応募作であったが、例規上の作詞者は松原個人でなく「長崎市教育会 編」とされている。1933年12月1日付で制定告示が行われ、日本コロムビアがA面に伊藤武雄の独唱、B面に中央合唱団の斉唱を吹き込んだSP盤（A179）を製造した。
長崎市は1945年（昭和20年）8月9日の原子爆弾投下で壊滅的な被害を受けた後、1959年（昭和34年）に市制70周年と新市庁舎の落成を記念して新たに「長崎市民歌」を制定した。新「市民歌」の制定後も戦前からの「長崎市歌」は廃止されること無く存続し、以降は2曲が並立する状態となったが市のサイトで紹介されているのは旧来の「長崎市歌」のみである。